# За яблочки
«За яблочки» — рассказ Антона Павловича Чехова, написанный в 1880 году и впервые опубликованный 17 августа 1880 года под псевдонимом «Чехонте» в тридцать третьем номере художественно-юмористического журнала «Стрекоза». Разрешение цензурного комитета было получено 14 августа.
Помещик Трифон Семёнович, прогуливаясь по своему саду, обнаруживает, что крестьянская пара ест его яблоки. Склонный к самоуправству, характерному для помещиков того времени, Трифон Семёнович сначала вынуждает девушку бить парня, после чего заставляет парня «проучить» девушку. После чего помещик спокойно уходит пить чай, а крестьянская пара распадается.
Рассказ был задуман как социально-психологическая сатира на помещичий быт и порядки того времени.
Позже сюжет рассказа заимствовал А. Пазухин, у которого получился более простой бытовой анекдот.